# Стефан Евертс
Стефан Евертс (нід. Stefan Everts; народився 25 листопада 1972 в Брі, Бельгія) — бельгійський мотогонщик, учасник чемпіонату світу з мотокросу MXGP. Десятиразовий чемпіон світу: у класі 125cc (1991), тричі в 250cc (1995-1997), двічі — у 500cc (2001-2002) та чотири рази в MX1-GP (2003-2006). Один із найтитулованіших мотокросових гонщиків всіх часів, автор кількох світових рекордів. Син чотириразового чемпіона світу Гаррі Евертса і це єдиний такий випадок в історії мотоспорту, коли батько та син свого часу були чемпіонами світу. П'ять разів визнавався найкращим спортсменом Бельгії (у 2001-2004 та 2006 роках).

## Біографія
Батько Стефана, Гаррі Евертс, був професійним мотокросовим гонщиком (згодом став чотириразовим чемпіоном світу з мотокросу), тому любов до мотоциклів прививалась малому з пелюшок. У віці чотирьох років він вперше сів за кермо мотоцикла.
Вже у віці 17 років він дебютував в чемпіонаті світу в класі 125cc, а через два роки здобув свій перший титул у цій категорії. Протягом наступних років Евертс виступав у різних класах чемпіонату світу, поступово переходячи до сильніших класів, виграючи чемпіонати в кожній категорії. Загалом за кар'єру він здобув рекордну (на кінець 2014 року) кількість перемог у чемпіонатах (10) та гонках Гран-Прі (101).
Евертс був відомий своїм плавним стилем керування мотоциклом. На пізніших стадіях своєї кар'єри, завдяки багатому досвіду, він досяг вражаючих результатів стабільності. Зокрема, в останньому сезоні він здобув 12 перемог у 14 гонках, у всіх фінішуючи на подіумі.
Після закінчення активних виступів в кінці 2006 року, Стефан став директором гонок з мотокросу заводської команди KTM в чемпіонаті MX2, де не лише керував командою, а й брав участь у розробці нових мотоциклів, таких як 350SX-F, на якому згодом Тоні Кайролі вигравав чемпіонат світу. В кінці 2014 року стало відомо, що Евертс завершив роботу у складі команди в чемпіонаті, проте продовжив працювати з KTM над розробкою мотоциклів. Основним напрямком діяльності бельгійця стала робота з сином Ліамом, якому виповнилось 10 років і він вирішив піти стопами батька та діда, займаючись мотокросом.
Проживає у Монако (за що часто піддавався критиці, зокрема з боку своїх земляків та колег-спортсменів Жюстін Енен та Тома Боонена), разом зі своєю дружиною Келлі та сином Лайамом.

## Досягнення та рекорди
- Лише другий гонщик в історії мотокросу, який вигравав чемпіонати світу у трьох класах: 125cc, 250cc, 500cc (після Жоеля Робера);
- перший гонщик, який здобував перемоги на всіх чотирьох марках „великої японської четвірки“: Honda, Yamaha, Suzuki та Kawasaki;
- єдиний гонщик, який виграв всі три гонки в різних класах протягом одного Гран-Прі[1];